# 昌溪庙坦及水口
昌溪庙坦及水口位于安徽省黄山市歙县昌溪乡昌溪村。
昌溪庙坦即昌溪忠烈庙的庙前广场。忠烈庙建于元至正十四年（1354年），供奉越国公汪华及其第八子汪俊。广场占地500平方米，用各种颜色的石英石、云母石铺砌而成各种图案。广场前方的水口，由两股溪水汇合，形成八卦的形状。
2012年6月21日，昌溪庙坦及水口列为安徽省文物保护单位。